# Havenkantoor Den Haag
Het Havenkantoor Den Haag is een gebouw op de kruising van de Haagse Trekvliet en de Laak, op de toegang tot de Laakhavens. Het is ontworpen in de stijl van Berlage en vanaf oktober 1993 een rijksmonument. 
In het gebouw werkten de onderhavenmeester, twee schepencontroleurs en twee "havengaarders", gemeenteambtenaren verantwoordelijk voor het innen van haven-en liggelden en precariobelasting. Vanwege het vele glas (aan drie zijden, om de schepen tijdig te kunnen waarnemen) klaagden ze 's zomers over de hitte en 's winters over de kou.
Rond de tijd van de bouw waren er op jaarbasis zo'n 30.000 scheepsbewegingen.
De architect, A.A. Schadee, heeft ook een aantal decoraties in natuursteen ontworpen die de functie van het gebouw tonen, waaronder de voorsteven van een boot en het wapen van Den Haag.

## Scheepsbewegingen
| Jaar | Aantal   |
| ---- | -------- |
| 1901 | ~ 30.000 |
| 1918 | 30.225   |
| 1921 | 60.960   |
| 1935 | 13.925   |
| 1941 | 11.727   |
| 1950 | > 10.000 |
| 1960 | 6.319    |
| 1990 | 1.140    |